# Simon Hofbauer

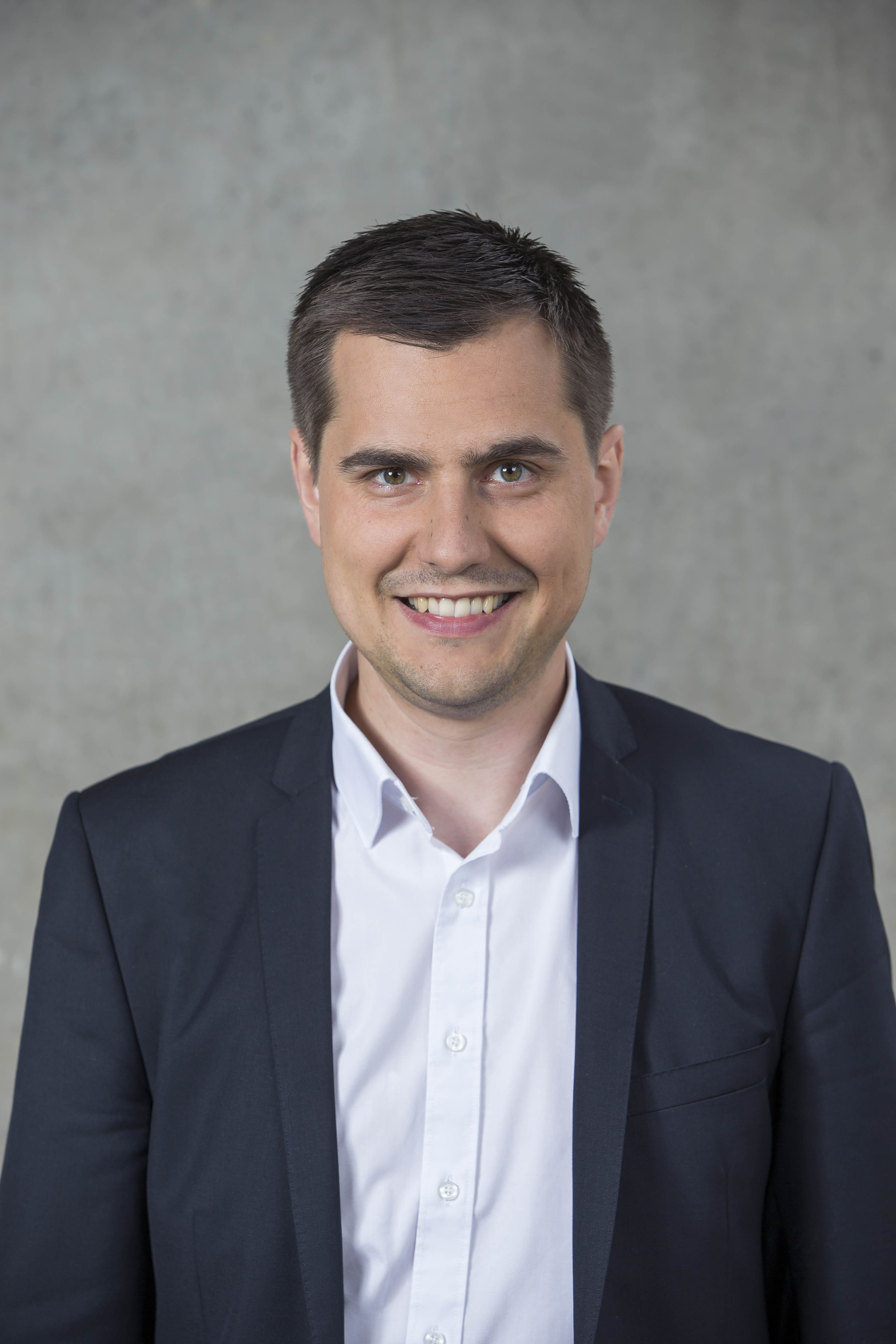
Simon Heilig-Hofbauer (2017)

Simon Heilig-Hofbauer (* 1987 in Eberstalzell, Oberösterreich) ist ein österreichischer Politiker (Grüne) und Student. Er war von 2013 bis 2018 und von 2019 bis November 2022 Abgeordneter zum Salzburger Landtag. 

## Ausbildung und Beruf
Simon Heilig-Hofbauer wuchs in der oberösterreichischen Stadt Wels auf und besuchte zwischen 1998 und 2006 das Bundesrealgymnasium in der Anton-Brucknerstraße in Wels. Er legte die Matura ab und leistete im Anschluss zwischen 2006 und 2007 seinen Zivildienst beim Arbeiter-Samariter-Bund. Heilig-Hofbauer schloss an der Universität Salzburg das Studium der Politikwissenschaften ab. Aktuell betreibt er das Diplomstudium Rechtswissenschaften im zweiten Abschnitt sowie ein MBA-Studium im Fach Public Management.

## Politik und Funktionen
Heilig-Hofbauer war von 2008 und 2010 Vorstandsmitglied des „Akademischen Forums für Außenpolitik Salzburg – United Nations Youth and Student Association of Austria“ (AFA) und zudem von 2010 bis 2012 stellvertretender Vorsitzender des AFA-Salzburg. Er wirkte zudem von 2008 bis 2011 als stellvertretender Leiter des Debattierclubs RedeSalz an der Universität Salzburg. Seit 2009 ist Heilig-Hofbauer in der Studentenpolitik aktiv, wobei er sein Engagement 2009 als Aktivist für die Grünen & Alternativen StudentInnen Salzburg (GRAS) begann. Er war zwischen 2009 und 2013 Mandatar der Studienvertretung Politikwissenschaft, wirkte zwischen 2009 und 2011 als zweiter stellvertretender Vorsitzender der Fakultätsvertretung der Kultur- & Gesellschaftswissenschaften und war während dieser Zeit auch Organisationsreferent der Österreichischen HochschülerInnenschaft an der Universität Salzburg (ÖH-Salzburg). Danach engagierte er sich zwischen 2011 und 2013 neben Tobias Aigner (VSStÖ) als Vorsitzender der ÖH-Salzburg. Des Weiteren war er zwischen Jänner und Juni 2013 Bundesvorstandsmitglied der Jungen Grünen. Heilig-Hofbauer, der seit 2011 auch Vorstandsmitglied der Grünen Bildungswerkstatt (GBW) Salzburg ist, kandidierte bei der Landtagswahl 2013 und wurde in der Folge am 19. Juni 2013 als Landtagsabgeordneter angelobt. Er war Bereichssprecher für Jugend, Hochschulen, Kunst, Sicherheit, Verfassung, Föderalismus und Demokratie sowie 2. stellvertretender Klubobmann und Vorsitzender des Bildungs-, Schul-, Sport- und Kulturausschusses des Salzburger Landtages. Er ist Vorstandsmitglied der Vereine akzente und Salzburger Jugendhilfe sowie Mitglied im Kuratorium des Salzburger Bildungswerkes. Seit 2015 ist er zudem Mitglied des Theaterausschusses des Salzburger Landestheaters. 
Hofbauers Veröffentlichung, dass sich der FPÖ-Politiker Markus Hüttenmeyer selbst als Nationalsozialist bezeichnet hatte, führte 2018 zum Rücktritt Hüttemeyers von allen Ämtern.
Nach der Landtagswahl in Salzburg 2018 schied er aus dem Landtag aus. Nach den Gemeindevertretungs- und Bürgermeisterwahlen in Salzburg 2019 und dem Wechsel von Martina Berthold in die Salzburger Stadtregierung mit 8. Mai 2019 übernahm er deren Landtagsmandat. Im Oktober 2020 wurde er als Nachfolger von Rudi Hemetsberger zum Landesgeschäftsführer der Grünen Salzburg bestellt.
Nach dem Rücktritt von Heinrich Schellhorn aus der Salzburger Landesregierung, nahm dieser sein ihm zustehendes Landtagsmandat wieder an, weswegen Heilig-Hofbauer aus dem Landtag ausschied. Nachdem Heilig-Hofbauer als Listenzweiter für die Grünen Salzburg bei der Landtagswahl 2023 kandidierte, zog er wieder in den Landtag ein.
Im Juni 2023 wurde Julius Weiskopf zu seinem Nachfolger als Landesgeschäftsführer gewählt.